# Stardew Valley
Stardew Valley est un jeu vidéo type RPG dans lequel le joueur doit gérer la ferme de son grand-père décédé dans un endroit connu sous le nom de Stardew Valley. Il a été développé par Eric Barone et édité par Chucklefish Games. Le jeu est sorti en février 2016 sur Windows, puis en décembre 2016 sur PlayStation 4 et Xbox One. Le jeu est également disponible sur Nintendo Switch, depuis le 5 octobre 2017.
Stardew Valley offre un gameplay non linéaire, permettant aux joueurs de cultiver, d'élever du bétail, de pêcher, de cuisiner, d'exploiter, de fourrager et de socialiser avec les citadins, y compris la possibilité de se marier et d'avoir des enfants. Il permet à jusqu'à huit joueurs de jouer en ligne ensemble.
Barone a développé Stardew Valley seul pendant quatre ans et demi. Il s'est fortement inspiré de la série de jeux vidéo Harvest Moon, avec des ajouts pour combler certaines des lacunes de ces jeux. Il l'a utilisé comme un exercice pour améliorer ses propres compétences en programmation et en conception de jeux. Le studio britannique Chucklefish a approché Barone à mi-chemin du développement avec l'offre de publier le jeu, lui permettant de se concentrer davantage sur son achèvement.
Stardew Valley a été salué par la critique, qui a souligné la musique, les personnages et les qualités relaxantes du jeu, qui a ensuite été cité comme l'un des meilleurs jeux vidéo (en). Yasuhiro Wada (concepteur de jeux vidéo) (en), le créateur de Harvest Moon, a également félicité le jeu pour avoir conservé la liberté que les entrées ultérieures de sa série avaient perdue. Le jeu a été un succès commercial, dépassant les 30 millions d'exemplaires vendus en février 2024.

## Système de jeu
Stardew Valley est un RPG/une simulation agricole principalement inspiré par la série de jeux vidéo Harvest Moon. Au début du jeu, le personnage créé par le joueur hérite d'un terrain et d'une petite maison appartenant  à son grand-père dans une petite ville appelée « Pélican Ville », située dans une vallée nommée « Stardew Valley » (littéralement « Vallée de la rosée d'étoile ») et décide de s'en occuper pour éviter la routine et l'anxiété du travail en ville. Le joueur peut sélectionner l'une des huit cartes de la ferme (ajoutées progressivement à partir de la version 1.1) selon son style de jeu préféré. L'une offre des possibilités de cueillette supplémentaires, une autre comprend plus de ressources minières et une autre encore possède une rivière idéale pour la pêche par exemple. Le terrain de la ferme est au départ rempli de rochers, d’arbres, de souches et de mauvaises herbes, et le joueur doit travailler pour les nettoyer afin de redémarrer la ferme en y développant, entre autres, les cultures et le bétail afin de générer des revenus.
Le joueur peut également interagir avec des personnages non joueurs (PNJ) qui habitent la ville, y compris s'engager dans des relations d'amitié ou d'amour avec certains d'entre eux. Cela peut aboutir à un mariage, ce qui entraîne la présence d’un PNJ qui va venir habiter avec le joueur dans sa ferme. Des enfants peuvent naître de cette union mais ne dépasseront pas le stade d'enfant et ne pourront pas sortir de la maison. En outre, l'évolution de la relation du joueur avec les PNJ permet à ce dernier de débloquer des nouvelles recettes et éléments de jeu.
Le joueur peut également s'adonner à la pêche, cuisiner, fabriquer des produits artisanaux ou encore explorer des mines dans lesquelles il doit combattre des créatures et récolter des ressources indispensables comme des minerais. Le joueur peut accepter d'accomplir des quêtes pour gagner de l'argent supplémentaire. Il peut également compléter des collections d'objets dans le Centre communautaire de la ville afin d’obtenir des récompenses supplémentaires.
Toutes ces activités doivent être réalisées en gardant à l'esprit la santé du personnage, son niveau d'épuisement et l'heure qu'il est. Si le personnage devient trop épuisé, il sera renvoyé chez lui et son énergie sera restaurée le lendemain matin, mais il perdra toute possibilité de continuer les activités de la veille. Si le joueur perd trop de santé, il perdra la majeure partie de son énergie et une somme d'argent et d'objets aléatoires. Enfin, si le joueur se couche après 2h du matin, il s'évanouira et se réveillera le lendemain matin avec la moitié de son énergie de base.
Le jeu utilise un calendrier simplifié, chaque année ayant seulement quatre mois de 28 jours qui représentent chaque saison, ce qui détermine les cultures et les activités possibles. Plus tard dans le jeu, le joueur peut restaurer une serre et ainsi faire pousser n'importe quelle culture à n'importe quelle saison.
Grâce à la restauration du centre communautaire (ou à l'adhésion au magasin JojaMart), le joueur peut également débloquer de nouvelles zones, comme le désert de Calico ou l'île Gingembre. C'est également une façon de débloquer de nouveaux outils et graines.

## Développement
Eric Barone a conçu et réalisé Stardew Valley seul après avoir décroché un diplôme universitaire en informatique de l'université de Washington (Tacoma) en 2011. Après avoir échoué à dénicher un emploi qui lui convenait, Barone s’est ainsi mis en tête de créer un jeu afin de parfaire ses habiletés en programmation et pour mettre en avant ses talents artistiques,. Déçu des dernières itérations de la série Harvest Moon, l’Américain s’est donc mis au défi de réaliser un ludiciel reprenant les mêmes principes de base tout en répondant aux lacunes qui pesaient, selon lui, sur la mécanique de jeu,
La plateforme Xbox Live Indie Games fut initialement prise en considération par Barone pour faire paraître son projet, mais il se ravisa pour finalement soumettre le concept sur Steam Greenlight en septembre 2012. Après avoir suscité un vif intérêt de la part de cette communauté, le développement du jeu fut mis en branle, l'informaticien s’abreuvant aux commentaires et aux idées émises par les amateurs par le biais des réseaux Twitter et Reddit,. Au début de l’année suivante, Finn Brice de Chucklefish Games offrit d’aider Barone à éditer Stardew Valley en s’occupant de tâches sans rapport au développement du jeu, notamment la création du site web et la gestion du site Wiki afférent. Il fallut quatre années à son créateur pour venir à bout du projet puisqu’il fallut recommencer à plusieurs reprises le travail pour en améliorer le rendu. Eric Barone dit avoir souvent travaillé jusqu’à dix heures par jour devant son ordinateur étant donné qu’il s’est lui-même chargé de la réalisation artistique et de la composition de la trame sonore du jeu. Stardew Valley a été réalisé en langage de programmation C# à l’aide des outils d’intégration Microsoft XNA,.
Par ailleurs, l’informaticien dit avoir privilégié les interactions sociales pour que le joueur se sente partie prenante de la communauté qu’il a imaginée,. Le jeu ne restreint ainsi pas le joueur à s’exécuter en un temps imparti, lui donnant la liberté de vaquer aux tâches qui lui plaisent. Pour éviter la course aux profits, Barone a aussi fait en sorte que cuisiner soit une activité qui ne rapporte pas pécuniairement, mais qui contribue plutôt à parfaire ses habiletés de pêcheur, de combattant ou de mineur. En outre, et contrairement à la série Harvest Moon, les animaux de Stardew Valley ne peuvent mourir, mais cesseront de produire si le joueur les néglige.
Le jeu voit finalement le jour le 26 février 2016 pour les ordinateurs dotés du système d’exploitation Microsoft Windows. Depuis le lancement du jeu, Barone continue de peaufiner Stardew Valley pour y apporter du nouveau contenu et des correctifs. Un mode multijoueur coopératif devait faire partie de la version initiale prévue pour le lancement, mais fut reporté à plus tard pour en retravailler la « mécanique ». Ce mode permettrait jusqu’à quatre joueurs de vivre ensemble sur une ferme et d’en partager les profits,,,.
Chucklefish Games s’est chargé d’adapter Stardew Valley pour les systèmes d’exploitation macOS et Linux (toutes deux sorties en juillet 2016) pour permettre à Barone de créer du nouveau contenu,,. Une version conçue pour la console Xbox One fut annoncée en juin durant la conférence de Microsoft pendant la conférence de cette compagnie en amorce du salon Electronic Entertainment Expo 2016. Le concepteur du jeu annonça aussi que la PS4 et la Wii U recevraient elles aussi une version de Stardew Valley. La version PS4 voit le jour le 13 décembre 2016 et la version Xbox One parait le lendemain.
Au cours du mois de novembre 2016, Eric Barone annonce par le truchement du site Web du jeu que la version Wii U a été annulée en faveur d’une mouture conçue sur mesure pour la Nintendo Switch,. En février 2017, Damon Bakes, de Nintendo, dévoile durant la présentation Nintendo Switch Nindies Showcase la sortie de Stardew Valley pour le courant de l’été suivant sur la nouvelle console, précisant que cette version serait la première à être dotée du mode multijoueur coopératif,,,. Barone a aussi indiqué en janvier 2017 qu'il n’écartait pas une version remaniée pour la PlayStation Vita. C’est l'éditeur 505 Games qui a été retenu pour la production et la distribution de Stardew Valley sur support physique pour les consoles Xbox One, PS4 et Nintendo Switch.
Le 30 novembre 2018, Eric Barone annonce qu'il met en pause le développement d'un nouveau jeu sur lequel il travaille pour bonifier le contenu de Stardew Valley. Il affirme aussi qu'il reprend à son compte l'édition du jeu (exception faite des versions pour smartphones et pour Nintendo Switch dont l'édition est toujours assurée par Chucklefish Games). Le concepteur vidéoludique réplique deux semaines plus tard en affirmant avoir l'intention de réunir une équipe pour le seconder dans la tâche d'enrichir et de retravailler le contenu du jeu.

## Accueil

### Critiques
Le jeu obtient un score très favorable selon le site web agrégateur Metacritic. Jesse Singal du journal américain The Boston Globe décrit Stardew Valley comme étant « complètement captivant et conçu avec passion ». Elise Favis de Game Informer note dans sa critique que ce ludiciel l'a aidé à mieux comprendre son frère autiste en le regardant y jouer. La recension de Jeuxvideo.com note que la mécanique établie par Eric Barone est « profond[e], exigeant[e], mais jamais pénible ». Gamasutra et le magazine Forbes ont par ailleurs soulevé le talent du concepteur du jeu qui a, à lui seul, apporté un « nouveau souffle » à ce genre de jeu longtemps dominé par la série Harvest Moon,.
Le créateur de la série Harvest Moon a été agréablement surpris par l'irruption de Stardew Valley sur la scène vidéoludique internationale, notant au passage que l'approche retenue par Barone permet au joueur une plus grande liberté de choix, ce qui fait défaut aux derniers chapitres de la série japonaise.

### Ventes
Les ventes générées par Stardew Valley sont remarquables pour un jeu piloté par un éditeur indépendant. 200 000 exemplaires ont ainsi trouvé preneur par l'entremise de Steam et de Gog.com durant les deux semaines suivant son lancement,,. Au début du mois d'avril suivant, Stardew Valley s'était écoulé à plus d'un million d'exemplaires,,. Valve a mentionné en janvier 2017 que cette simulation agricole s'était hissée dans les vingt-quatre jeux les plus lucratifs sur sa plateforme pour l'année 2016. Une communauté active de joueurs s'est depuis rassemblée pour offrir différents fichiers (mods) afin de modifier le contenu du jeu de base, notamment pour offrir une traduction française au jeu avant qu'une version officielle du jeu en français ne sorte le 1er mars 2019.
| Date          | Unités vendues                                                            | Source(s) |
| ------------- | ------------------------------------------------------------------------- | --------- |
| Janvier 2020  | 10 millions                                                               | [ 46 ]    |
| Mai 2022      | 20 millions                                                               | [ 46 ]    |
| Février 2024  | 30 millions                                                               | [ 46 ]    |
| Décembre 2024 | 41 millions (dont 26 millions sur PC et 7,9 millions sur Nintendo Switch) | ,         |

### Récompenses
| Année | Prix                                           | Catégorie                                             | Résultat   | Ref    |
| ----- | ---------------------------------------------- | ----------------------------------------------------- | ---------- | ------ |
| 2016  | Golden Joystick Awards 2016                    | Meilleur jeu indépendant                              | Lauréat    | ,      |
| 2016  | Golden Joystick Awards 2016                    | Jeu PC de l’année                                     | Nomination | ,      |
| 2016  | The Game Awards 2016                           | Meilleur jeu indépendant                              | Nomination | ,      |
| 2016  | Giant Bomb's 2016 Game of the Year Awards      | Meilleure Surprise                                    | Lauréat    | [ 53 ] |
| 2016  | Giant Bomb's 2016 Game of the Year Awards      | Meilleur Jeu                                          | Lauréat    | [ 54 ] |
| 2016  | Game Developers Choice Awards                  | Meilleurs Débuts                                      | Nomination | [ 55 ] |
| 2016  | Independent Games Festival                     | Seumas McNally Grand Prize                            | Nomination | [ 56 ] |
| 2016  | 2017 SXSW Gaming Awards                        | Nouvelle propriété intellectuelle la plus prometteuse | Lauréat    | [ 57 ] |
| 2016  | 13th British Academy Games Awards              | Meilleur Jeu                                          | Nomination | [ 58 ] |
| 2017  | National Academy of Video Game Trade Reviewers | Jeu, Simulation                                       | Lauréat    | [ 59 ] |